# Henriette (Minnesota)
Henriette è un comune degli Stati Uniti d'America, situato nello Stato del Minnesota, nella Contea di Pine.